# Separatriu
En matemàtica, una separatriu és el límit fronterer que separa dos comportaments en una equació diferencial.

## Exemple

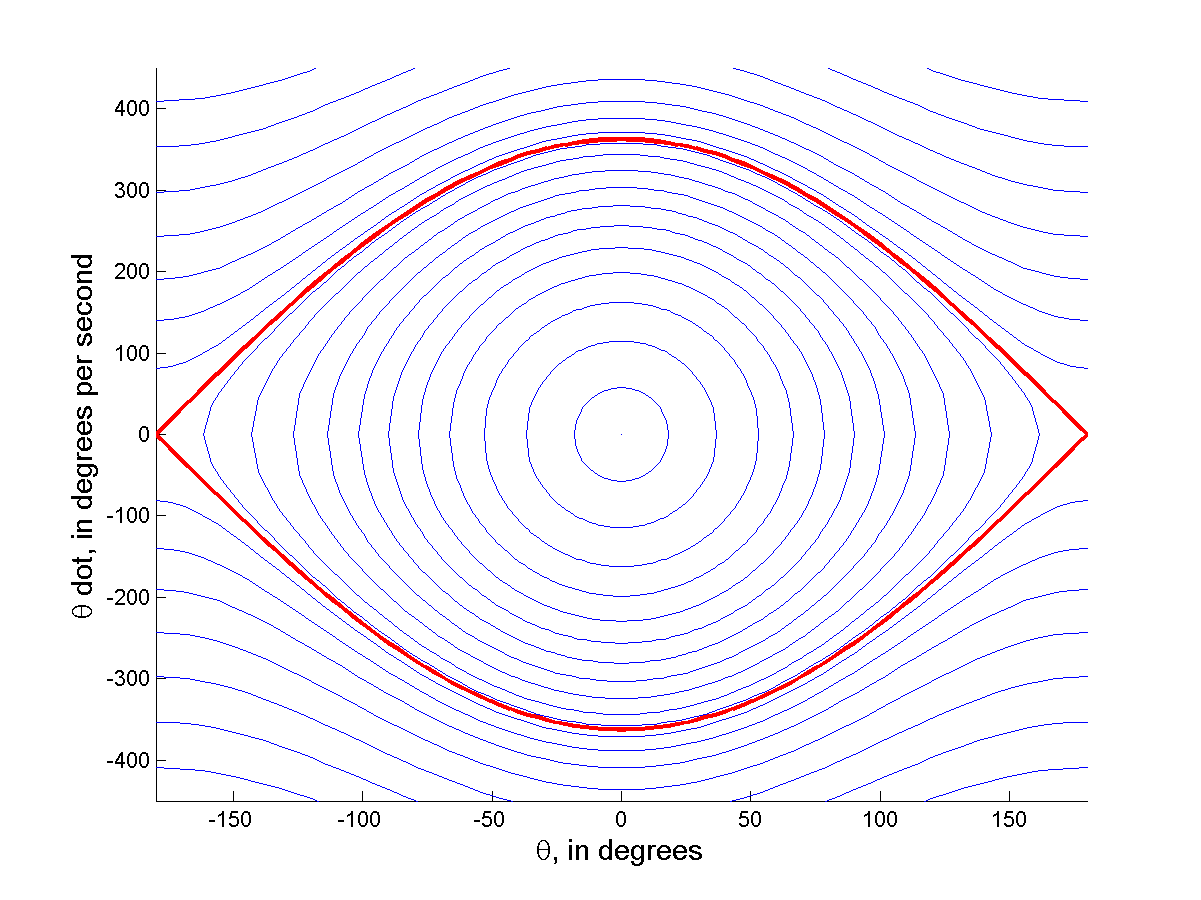
L'espai de fases d'un pèndol simple

Considerem l'equació diferencial que descriu el moviment del pèndol simple: 
{\displaystyle {d^{2}\theta  \over dt^{2}}+{g \over l}\sin \theta =0.}
On {\displaystyle l} denota la longitud del pèndol, {\displaystyle g} l'acceleració gravitacional i {\displaystyle \theta } l'angle entre el pèndol i la verticalitat. En aquest sistema hi ha una quantitat H (el hamiltonià) conservada, que ve donada per
{\displaystyle H={\frac {{\dot {\theta }}^{2}}{2}}-{\frac {g}{l}}\cos \theta .}
Amb això definit, es pot traçar una corba constant H en l'espai de fases del sistema. L'espai de fases és un gràfic amb {\displaystyle \theta } al llarg de l'eix horizontal i {\displaystyle {\dot {\theta }}} a l'eix vertical – svegeu imatge de la dreta. El tipus de corba resultant depèn del valor d'H .
Si {\displaystyle H<-{\frac {g}{l}}} llavors no existeix cap corba ({\displaystyle {\dot {\theta }}} deu ser imaginària).
Si {\displaystyle -{\frac {g}{l}}<H<{\frac {g}{l}}} llavors la corba serà una simple corba tancada quasi circular per H petita i amb forma ovalada quan H s'aproximada al límit superior. Aquestes corbes corresponen al pèndol movent-se de costat a costat.
Si {\displaystyle {\frac {g}{l}}<H} llavors la corba és oberta, i això correspon al pèndol movent-se sempre en cercles complets.
En aquest sistema la separatriu és la corba que correspon a {\displaystyle H={\frac {g}{l}}}. Separa (d'aquí el nom) l'espai de fases en dues àrees diferents. Dins la separatriu correspon al moviment endavant i enrere, mentre que fora de la separatriu correspon amb el pèndol movent-se contínuament en cercles.